# Артимарка
Артима́рка (англ. artistamp), альтернати́вная ма́рка, или а́вторская худо́жественная ма́рка, — вид искусства в форме почтовой марки.

## Происхождение термина
В 1982 году канадский мультимедийный художник и филателист Майкл Биднер (T. Michael Bidner), сделавший делом своей жизни каталогизацию всех известных авторских художественных марок, ввёл в употребление термин «artistamp» («артимарка») Слово быстро обрело популярность у художников «мейл-арта» — современного искусства почтовых отправлений.
Термин представляет собой языковую контаминацию — гибрид английских слов «artist» («художник») и «stamp» («марка»).

## Описание
Артимарка представляет собой миниатюрное произведение искусства, выполненное по выбору автора на определённую тему или в память о каком-либо событии.
Артимарки объединяет с непочтовыми марками и виньетками («марками-синдереллами») то, что они не являются знаками почтовой оплаты, но отличает от фальшивых марок, фантастических выпусков или марок виртуальных государств то, что обычно у их создателя нет намерения вводить в заблуждение почту или коллекционеров марок.

## История
Вопрос о первом художнике, создавшем авторскую художественную марку, остаётся открытым. Безусловно, художников нанимали создавать рекламные плакаты в форме марок, начиная с конца XIX века, но, как представляется, никто не работал в этом формате вне коммерческого контекста. В XX столетии художники и деятели искусства начали непосредственно обращать своё внимание на формат почтовой марки для творческого самовыражения.
В 1919 году дадаист Рауль Хаусман наклеил почтовую марку с автопортретом на почтовую карточку, но учитывая, что дадаизм был отрицанием искусства (по крайней мере — в теории), называть её «авторской художественной маркой» алогично.
Немецкий художник Карл Швезиг, будучи политическим заключённым во время Второй мировой войны, нарисовал серию псевдомарок на чистых перфорированных полях листов почтовых марок с помощью цветных чернил. Именно об этой серии 1941 года, изображавшей жизнь в концентрационном лагере, мультимедийный художник и куратор ряда выставок этого вида искусства Джеймс Уоррен «Джас» Фельтр (James Warren «Jas» Felter) заявлял как о действительно первой серии артимарок.
Роберт Уоттс, участник группы «Флуксус», стал первым художником, создавшим в контексте искусства целый лист подложных почтовых марок. В 1961 году он нарисовал перфорированный блок из 15 марок, сочетавших образы поп-культуры и эротики.
В 1974 году Джас Фельтр курировал выставку под названием «Авторские художественные марки и рисунки марок» («Artists' Stamps and Stamp Images») в Галерее Саймона Фрейзера (Simon Fraser Gallery) при Университете Саймона Фрейзера (Канада). Это была первая выставка, на которой марка была признана художественным средством. В течение следующего десятилетия представленная на выставке коллекция произведений объехала Европу и Америку и привела к бурному росту числа художников, применяющих марки в качестве художественной формы.
В 1989 году Фельтр курировал первую из трёх Международных двухгодичных выставок артимарок в галерее Дэвидсона (Davidson Galleries) в Сиэтле.
В 1999 году художница-документалистка Розмари Гэлинджер-Бон (Rosemary Gahlinger-Beaune) и программист-постановщик Джованни Бьянкини (итал. Giovanni Bianchini) выпустили энциклопедию на компакт-диске под названием «Мир артимарок» (англ. «The World of Artistamps»). В энциклопедии представлены и каталогизированы с использованием филателистических стандартов изображения свыше 10 тысяч авторских художественных марок, созданных более чем 200 художниками из 29 стран, а также определены средства и жанр этого вида искусства. Это издание стало на тот момент наиболее полной базой данных по артимаркам.

## Новая форма искусства
Несмотря на проведение выставок, историю, число художников и международный характер движения сторонников, концепцию артимарок долго игнорировали ведущие учреждения искусства и принижали чиновники от искусства. Так, перед своей смертью в 1989 году Майкл Биднер пытался передать в дар свою коллекцию ряду крупных музейных учреждений Канады, и, к его удивлению и обиде, все они ему отказали. В конце концов, коллекция Биднера попала в «Artpool», искусствоведческий центр в Будапеште (Венгрия).
После смерти Биднера его единомышленница Розмари Гэлинджер-Бон продолжила его дело, и её усилия по популяризации искусства артимарок воплотились в издании каталога на компакт-диске «Мир артимарок». В начале XXI века экспозиции артимарок стали всё чаще появляться в крупных музеях и демонстрироваться в рамках официальных специализированных художественных выставок, что можно считать окончательным признанием этого направления искусства. Так, в 2007 году в Музее изобразительных искусств в Будапеште прошла выставка «Парамарки — четыре десятилетия авторских художественных марок от Флуксуса до Интернета» («Para stamps — Four decades of artists' stamps from Fluxus to the Internet»). Артимарки были представлены на выставке «PostCardExpo-2008», состоявшейся 24—27 января 2008 года в Москве. В Фонде искусств CUE в Челси (Нью-Йорк) c 24 апреля по 31 мая 2008 года экспонировались псевдомарки Дэвида Крюгера (David Krueger), критикующие администрацию Буша.

Артимарки вымышленного Старгородского земства, созданные по мотивам произведений Ильфа и Петрова «12 стульев» и Сергея Синякина «Марки нашей судьбы»

## Создание артимарок
Артимарки часто создаются в единичном экземпляре или ограниченным тиражом. Артимарки изготовлялись в виде множества марок одного рисунка на одном листе, в виде множества разных рисунков на одном листе, в виде блока марок с декоративными полями или с заходом рисунка на поля блока или в виде любого сочетания/размера/формы по усмотрению художника.

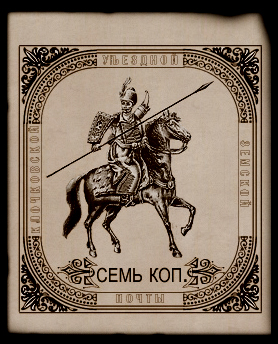
Артимарка вымышленного Клочковского земства Харьковской губернии

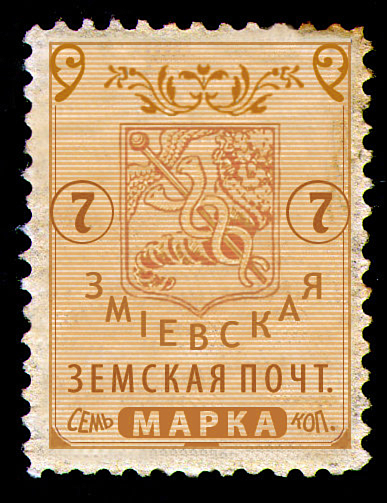
Артимарка Змиевского земства Харьковской губернии

Художники, регулярно прибегающие к этой форме искусства, часто создают фантастические марки собственноручно придуманных «почтовых ведомств» или стран, во многих случаях разрабатывая или дополняя целую «государственную систему»; при этом их тематика отражает личные интересы авторов, от политических до фантастических. Создатели артимарок часто наклеивают свои произведения на почтовые отправления наряду с настоящими почтовыми марками с целью украшения конверта своим творением. Во многих странах это совершенно законно, при условии, что артимарка не выдаётся за настоящую почтовую марку и не может быть принята за таковую. В сочетании с открыткой или конвертом артимарка становится частью жанра мейл-арта.
Технология создания артимарок не обязательно предусматривает перфорирование артимарок или нанесение на них клеевого слоя для усиления их сходства с обычной почтовой маркой. Создавались также самоклеящиеся артимарки, но такой клей не подлежит длительному хранению. Иногда создаются сразу целые листы таких марок. Рисунок может быть нарисованным от руки или выполненным красками, выполненным литографским способом или с помощью офсетной печати, может представлять собой фотографию, фотокопию, гравюру на металле травлением, классическую гравюру, шелкографию, оттиск резинового штампа, может быть распечатан на принтере. Как и в случае с рисунком, выбор способа изготовления лежит целиком на усмотрении автора.
Созданные с помощью персонального компьютера авторские произведения могут быть легко распечатаны с использованием недорогой цветной печати, малым или большим тиражом. Не случайно экспоненциальный рост создания артимарок в начале 1970-х годов происходил параллельно с развитием и распространением цветных фотокопировальных машин.

Пример анимационной «кибермарки»

Создатели артимарок иногда гасят их, когда они наклеены на конверты; существуют и конверты первого дня для артимарок.
В 2012 году музыкальный коллектив «Джек Лондон блюз бэнд» (Санкт-Петербург, Россия) выпустил свой третий альбом «Собачий блюз», оформленный в виде конверта из грубой оберточной бумаги с тремя артимарками, различного номинала, на которых изображены бродячие собаки. Артимарки погашены специально изготовленной печатью «Джек Лондон блюз бэнд» с эмблемой группы «лампочка со свечой вместо нити накаливания». В конверте помимо аудиодиска, находится стилизованный «спичечный» коробок, на котором можно найти информацию об альбоме, названия и порядок песен и т. д. Около 100 экземпляров альбома разошлись среди любителей музыки коллектива. В этом художественном приеме отразился так же интерес музыкантов к коллекционированию: филателии, филумении.
Распространение Интернета привело к развитию новой концепции артимарок — «кибермарок» (cyberstamps), специально предназначенных для просмотра в онлайновом режиме (зачастую посылаются по электронной почте) и совсем не предназначенных для распечатывания. Кибермарки дают возможность использовать анимацию.

## Художники артимарок

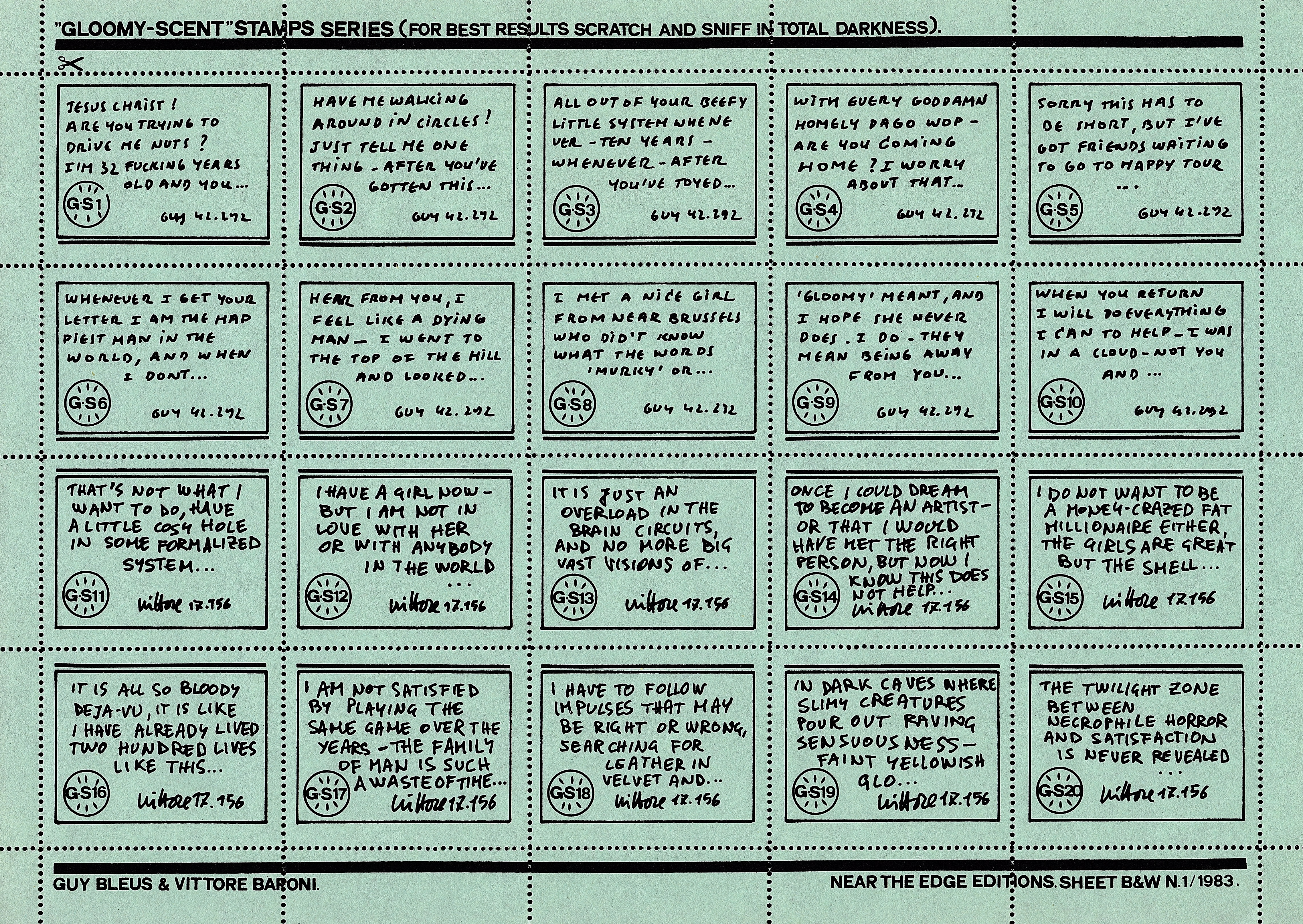
Артима́рка — Гай Блеус и Витторе Барони, 1983

Среди многих авторов артимарок можно назвать:
- Дональда Эванса[англ.],
- Анну Банана[англ.],
- Витторе Барони (Vittore Baroni),
- Гай Блеус (Guy Bleus),
- Патрицию Тавеннер (Patricia Tavenner),
- Джаса У. Фельтра (Jas W. Felter),
- Стива Смита (Steve Smith),
- Чака Уэлча[англ.]
- Харлея (Harley), создателя «Терры Канделлы» («Terra Candella»), и др.

Артимарка Окуси-Амбено работы Брюса Гренвилла

Однако всех их по плодовитости в творчестве превосходит новозеландец Брюс Гренвилл. Его многочисленные работы на протяжении более трёх десятилетий включают целый альтернативный мир артимарочных «стран», таких как:
- Султанат Окуси-Амбено,
- Королевство всего Седанга (Kingdom of all the Sedang) (не путать с известным в истории виртуальным Королевством Седанг),
- Султанат Верхняя Яфа,
- Народная Республика Кемпленд (People’s Republic of Kempland),
- Республика Свободная Винляндия (Free Vinland Republic),
- Республика Лигерленд (Republic of Liegerland),
- Республика Порт-Мария (Republic of Port Maria),
- Туи-Туи (Tui Tui),
- Альдабра (Aldabra),
- Каренни (Karenni),
- Рауль (Raoul),
- Земля Магги (Land of Muggy),
- Крионика (Cryonica),
- Арамоана (Aramoana),

- Вангамомона (Whangamomona),
- Лар? (Lar?),
- Нова-Аркадия (Nova Arcadia),

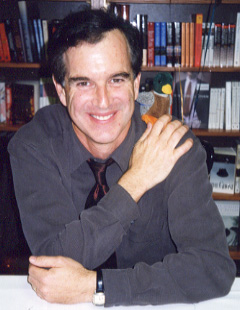
Гарри Трюдо — автор «Альбома марок „Дунсбери“ 1990 года»

- Антарктическая конфедерация (Antarctic Confederation) и
- Ханство Бохара (Khanate of Bokhara).

В артимарочном мире Гренвилла даже имеются собственные вымышленные «ООН» — «Международный совет независимых государств» («International Council of Independent States», сокращённо «ICIS»). Его творения иногда относят к выпускам микронаций, однако, будучи совершенно вымышленными и без «участников», они не отвечают определению марок виртуальных государств.
Известны факты проявления интереса к артимаркам со стороны книжных издательств. Например, в 1990 году карикатурист Гарри Трюдо, создатель комиксов «Дунсбери», выпустил в издательстве «Penguin Books» «Альбом марок „Дунсбери“ 1990 года» («The 1990 Doonesbury Stamp Album»). Альбом содержал множество марок с клеевым слоем и с зубцовкой, на которых были изображены герои и сценки из «Doonesbury». Ещё одним примером служит серия марок о вымышленном городе Анк-Морпорке, которая была отпечатана в целях рекламы увидевшего свет в 2004 году романа «Держи марку!» («Going Postal») из цикла «Плоский мир». Эти марки пользуются такой популярностью, что планируется издание новых марок «Плоского мира».
Ещё одно издательство, «Cabinet Books», в 2008 году подготовило коллекционное издание — «Книгу марок» («The Book of Stamps»), в которой были вклеены листы с настоящими артимарками следующих художников:
- Уалида Бешти,
- Мелиссы Браун (Melissa Brown),
- Мелиссы Даббин и Аарона Дэвидсона (англ. Melissa Dubbin & Aaron S. Davidson),
- Спенсера Финча[англ.],
- Карла Майкла фон Гаусвольфа[англ.] и Лейфа Эльггрена[англ.],
- Джонатана Хердера (Jonathan Herder),
- Михаила Илятова (Mikhail Iliatov),
- Эмили Ясир,
- Джулии Жакет[англ.],
- Ванданы Джайн (Vandana Jain),
- Сандры Юлы Ли (Sandra Eula Lee),
- Line Up,
- Франка Магнотты (Frank Magnotta),
- Майкла Оатмана (Michael Oatman),
- Дэвида Шригли[англ.].

«Книга марок» («The Book of Stamps», 2008)
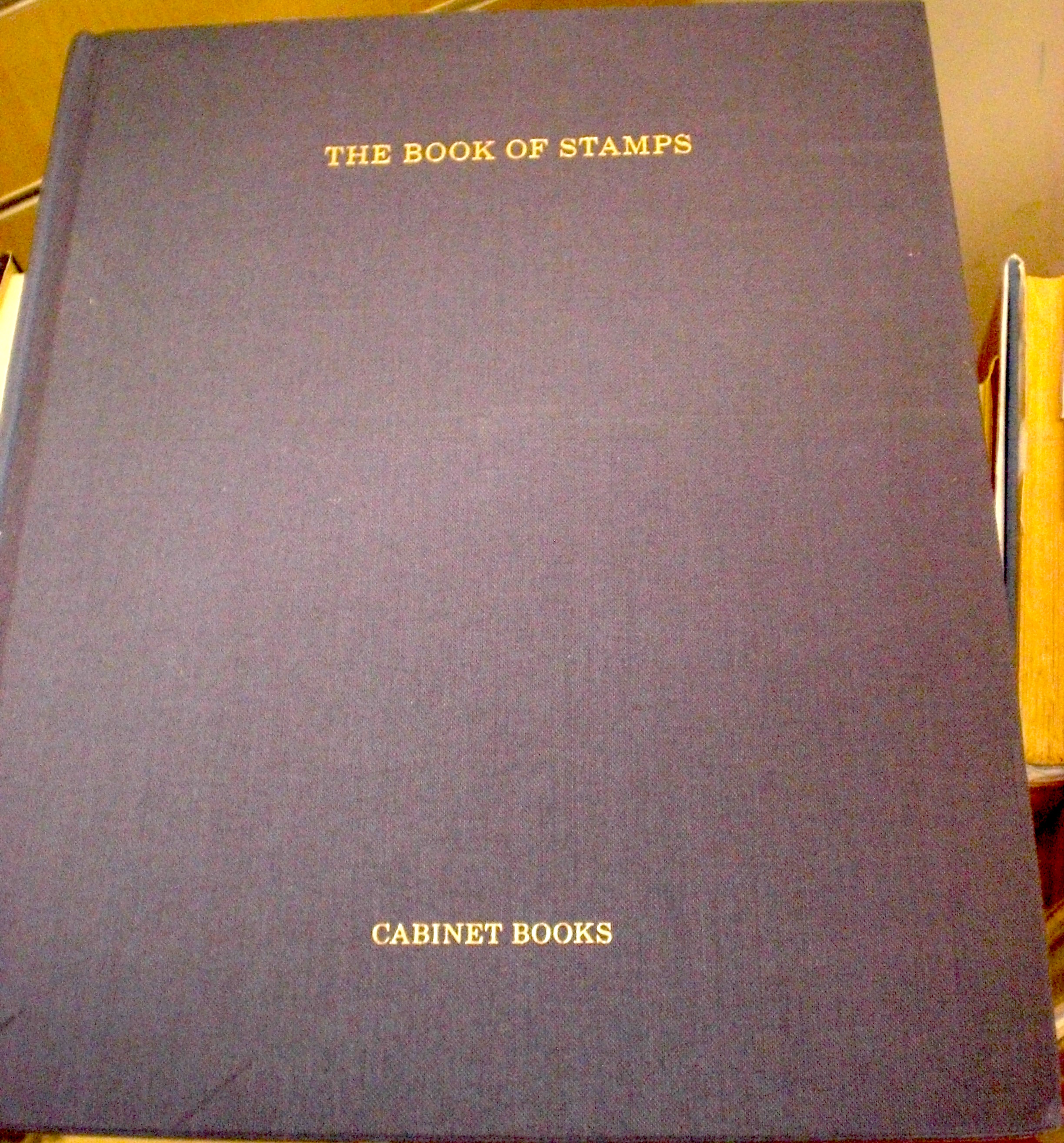
Обложка книги
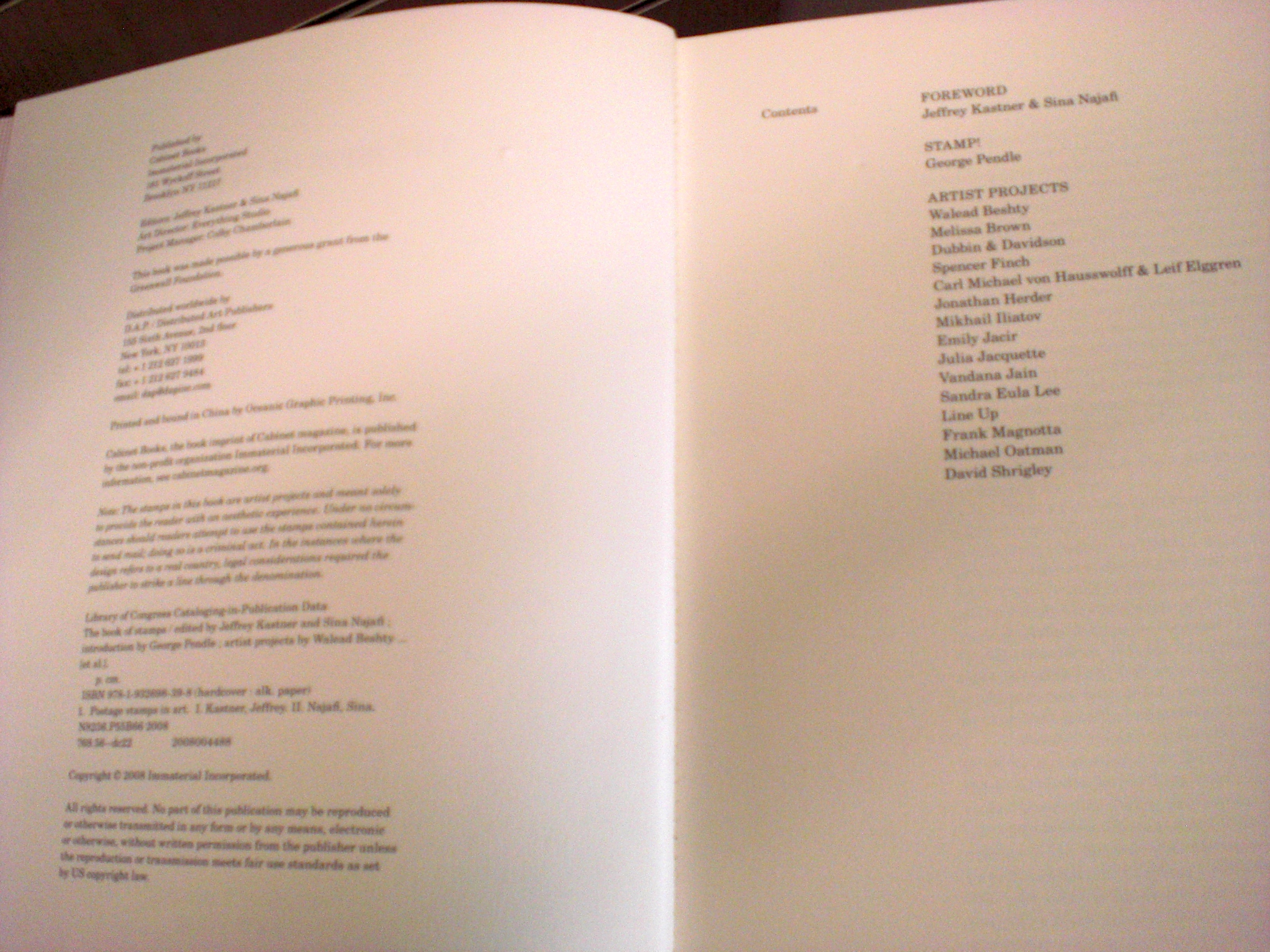
Выходные сведения (слева) и перечень представленных в книге авторов и их проектов артимарок (справа)

## Коллекционирование
Коллекционеры приобретают артимарки по Интернету — либо на онлайновых аукционах, либо непосредственно у художников и других коллекционеров. Многие создатели артимарок с удовольствием обмениваются своими творениями с коллегами в области как артимарок, так и более широкой концепции мейл-арта.
В плане коллекционирования или творчества артимарки идеально подходят лицам, испытывающим недостаток средств, или тем, чьи интересы лежат в подрыве доминирующей парадигмы в искусстве.